# Juan och Nicolas Juárez
Juan Rodriguez Juárez och Nicolas Rodriguez Juárez var två mexikanska bröder och målare, verksamma vid 1700-talets början.
Av dem finns stora religiösa bilder i olika klosterkyrkor och katedralen i Mexico City. Nicolas Juárez verkade även som porträttmålare.